# Przygody kota Filemona
Przygody kota Filemona – telewizyjny serial animowany dla dzieci, emitowany w latach 1977–1981. Wyprodukowany w Studiu Małych Form Filmowych Se-Ma-For. Autorem scenariusza był Marek Nejman. 
Serial jest kontynuacją serialu Dziwny świat kota Filemona (1972–1974) opowiada o dalszych losach młodego kotka Filemona i dorosłego kota Bonifacego.
Serial liczył 26 odcinków trwających około 9 minut każdy.

## Głosów użyczyli
- Barbara Marszałek – narratorka

## Tytuły odcinków
Opracowano na podstawie bazy Filmpolski.pl
1. „Niespodzianka” – reż. Ludwik Kronic
2. „Fortel” – reż. Wacław Fedak
3. „Szukaj wiatru w polu” – reż. Ireneusz Czesny
4. „Gwiazdka” – reż. Ludwik Kronic
5. „Co w szafie piszczy?” – reż. Wacław Fedak
6. „Kto nie pracuje...” – reż. Ireneusz Czesny
7. „Jak pies z kotem” – reż. Alina Kotowska
8. „Kocie drogi” – reż. Alina Kotowska
9. „Zegar z kukułką” – reż. Ireneusz Czesny
10. „Wilczy apetyt” – reż. Andrzej Piliczewski
11. „Strych” – reż. Ludwik Kronic
12. „Kupić kota w worku” – reż. Andrzej Piliczewski
13. „Dziura w płocie” – reż. Alina Kotowska
14. „Kwiecień plecień” – reż. Zbigniew Czernelecki
15. „Szczenięce figle” – reż. Ireneusz Czesny
16. „Nocny spacer” – reż. Alina Kotowska
17. „Kocia aria” – reż. Andrzej Piliczewski
18. „Groch z kapustą” – reż. Andrzej Piliczewski
19. „Turniej” – reż. Zbigniew Czernelecki
20. „Najwierniejszy towarzysz” – reż. Alina Kotowska
21. „Przyjaciel lis” – reż. Zbigniew Czernelecki
22. „Własny kąt” – reż. Ireneusz Czesny
23. „Łata na łacie” – reż. Alina Kotowska
24. „Słodkie życie” – reż. Ireneusz Czesny
25. „Rozgrzewka” – reż. Andrzej Piliczewski
26. „Poczekaj Bonifacy” – reż. Ireneusz Czesny